# Eulithis fuscata
Eulithis fuscata är en fjärilsart som beskrevs av Louis Beethoven Prout 1902. Eulithis fuscata ingår i släktet Eulithis och familjen mätare. Inga underarter finns listade i Catalogue of Life.